# Henry Stallard
Pour les articles homonymes, voir Stallard.
Hyla Bristow "Henry" Stallard (né le 28 avril 1901 et décédé le 21 octobre 1973) est un ancien athlète, médaillé de bronze olympique lors des Jeux olympiques d'été de 1924 à Paris pour le Royaume-Uni de Grande-Bretagne et d'Irlande.
Paavo Nurmi remporte le 1 500 mètres en 3 min 53 s 6 devant Willy Schärer, auteur d'un temps de 3 min 55 s 0 et Henry Stallard en 3 min 55 s 6.
Henry Stallard est interprété par Daniel Gerroll dans les Chariots de feu (Chariots of Fire), un film britannique de Hugh Hudson, sorti en 1981.

## Jeux olympiques
- Jeux olympiques d'été de 1924 à Paris  France:
  -  Médaille de bronze sur 1500m.